# Роберт Моффат
Роберт Моффат (англ. Robert Moffat; * 12 грудня 1795, Ормістон, Шотландія — † 9 серпня 1883, Лі, графство Кент, Англія) — шотландський місіонер-конгрегаціоналіст і перекладач Біблії, який проповідував в південній Африці, відомий своїми зусиллями з підвищення життєвих стандартів африканців; тесть знаменитого місіонера і дослідника Африки Девіда Лівінгстона.

## Біографічні відомості
Роберт Моффат народився в бідній родині і спочатку працював садівником. В 1814 році він запропонував свої послуги Лондонському місіонерському товариству, і після невеликої підготовки в 1816 році виїхав до південної Африки. Протягом року він працював в Намакваленді на півночі Капської колонії, де навернув до християнства Ягера Африканера, ватажка місцевого племені нама мішаного голландсько-африканського походження. Після цього він проповідував в різних місцях південної Африки, змушений часто переїжджати внаслідок війни між зулуськими кланами, а в 1819 році повернувся до Кейптауна, де одружився з Мері Сміт, дочкою свого колишнього роботодавця, яка приїхала до нього з Англії. В 1820 році Моффати покинули Капську колонію і переїхали до Грікватауна, а в 1821 році остаточно оселилися в Курумані серед тубільців тсвана, де заснували місію. В Курумані Моффат провів наступні 49 років, розбудовуючи одну з найвіддаленіших на той час протестантських місій в Африці.
Моффат багато подорожував по довколишнім областям, доходячи на півночі аж до земель матабеле на території сучасного Зімбабве. Він налагоджував контакти з багатьма місцевими племенами і добре вивчив мову тсвана, якою переклав Євангеліє від Луки (1830). Звіти про свої подорожі він надсилав до Королівського Географічного товариства в Лондоні, а перебуваючи в Англії у відпустці в 1839–1843 роках опублікував книгу «Праці місіонера і нариси Південної Африки» (Missionary Labors and Scenes in South Africa, 1842). В той же час в 1840 році Моффат познайомився з молодим Девідом Лівінгстоном. Саме Моффат переконав майбутнього всесвітньо відомого мандрівника вирушити з місією до Африки і зацікавив його дослідженнями внутрішніх областей континенту, що лежать на північ від Калахарі. Пізніше, в 1845 році, Лівінгстон одружився з дочкою Моффата Мері.
Моффат здобув серед тсвана великий авторитет; кількість навернених швидко зростала, і «орда кровожерливих дикунів» (згідно з його власним висловом) поступово перетворювалася на народ, «здатний цінувати і практикувати мистецтво і поводження цивілізованої людини, користуватися власною письмовою мовою». В 1857 році він завершив переклад мовою тсвана всієї Біблії, а також переклав цією мовою релігійний трактат Джона Баньяна «Мандрівка пілігрима» і склав мовою тсвана збірку церковних гімнів. В 1863 році він написав книгу «Ріки води в сухому місці» (Rivers of Water in a Dry Place, 1863).
Хоча іноді піддаючись критиці за патерналізм, Моффат багато зробив не лише для зміни життєвого укладу тсвана, але й для підвищення якості їхнього життя, впроваджуючи прогресивні методи рільництва і іригації.
Погіршення здоров'я чи, за словами самого Моффата, «перенапруження мозку», змусило його повернутися до Англії в 1870 році. В 1871 році померла його дружина Мері, яка протягом півсторіччя допомагала йому в усіх його трудах і подорожах. Моффат деякий час займався пропагандою місіонерської діяльності і благодійною діяльністю, збираючи гроші для влаштування в Курумані семінарії для підготовки місцевих місіонерських кадрів; в 1872 році він отримав почесний ступінь доктора богослов'я від Единбурзького університету. Останні роки свого життя жив в самотині в селі Лі в графстві Кент неподалік від Лондона.
Він помер 9 серпня 1883 року і був похований на лондонському кладовищі Вест-Норвуд.
1. ↑  Identifiants et Référentiels — ABES, 2011.